# خالد بن إبراهيم الحمر
خالد بن إبراهيم الحمر سياسي ودبلوماسي قطري ولد في الدوحة عام 1977م، يشغل حالياً منصب سفير دولة قطر لدى كوريا الجنوبية ، التحق بالعمل في وزارة الخارجية بعد أأنهى دراسته العليا وتقلد خلال هذه الفترة خلال العمل هناك العديد من المناصب ومثّل دولة قطر في اللجنة الثالثة للجمعية العامة للامم المتحدة في نيويورك، وحصل على هدد من الترقيات وتصل على درجة سفير وترأس عدد من اللجان الداخلية والخارجية ومثل دولة قطر في حوار التعاون الآسيوي.

## المؤهلات العلمية
بكالوريوس إعلام دولي
ماجيستير إدارة أعمال

## الخبرات العملية
- عمل بمكتب سعادة وزير الخارجية خلال الفترة من 2001م إلى 2005م.
- ممثل دولة قطر في اللجنة الثالثة للجمعية العامة للأمم المتحدة في نيويورك عام 2003م.
- عمل بالمندوبية العامة لدولة قطر لدي جامعة الدول العربية من 2006 إلى 2007م.
- عمل بسفارة دولة قطر في القاهرة خلال الفترة من 2007 إلى 2011م،
- شارك في اجتماعات الدورة الثامنة والستين للجمعية العامة للأمم المتحدة عام 2013م.
- قام بأعمال مدير إدارة الشؤون العربية بالإنابة لعدة مرات.
- ممثل دولة قطر في اجتماع لجنة مبادرة السلام العربية على مستوي كبار المسؤولين.
- شارك في اجتماعات القمة لجامعة الدول العربية واجتماعات المجلس الوزاري واللجان التحضيرية لتلك الاجتماعات.
- عين مساعدا لمدير إدارة الشؤون العربية عام 2014م.[2]
- عين مديرًا لإدارة الشؤون الآسيوية في عام 2015م.[3]
- عين قائم باعمال مدير إدارة الشؤون الأفريقية بالإنابة لعدة مرات
- ممثل دولة قطر في حوار التعاون الآسيوي (ACD)
- ممثل دولة قطر في مؤتمر التفاعل وإجراءات بناء الثقة في آسيا «سيكا» CICA